# Kopiec Henryka Sienkiewicza w Okrzei
Kopiec Henryka Sienkiewicza – kopiec w Okrzei, usypany w latach 1932–1938 na cześć Henryka Sienkiewicza.

## Historia
Henryk Sienkiewicz był związany z Okrzeją – urodził się w pobliskiej Woli Okrzejskiej i został ochrzczony w kościele w Okrzei. Kopiec ku jego pamięci został usypany z udziałem finansowym ludności z całej Polski, a nawet zagranicy, w szczególności Polonii amerykańskiej z Chicago, w latach 1932–1938. Poświęcenie kopca odbyło się 2 października 1938, a w wydarzeniu wzięło udział ok. 20 tys. uczestników, w tym syn i córka pisarza. Do budowy kopca wykorzystano też ziemię przesyłaną z miejsc w kraju i na świecie związanych z Sienkiewiczem. Ma on 15 m wysokości względnej, średnicę podstawy 45 m, a został usypany z 6000 m³ ziemi. Z jego wierzchołka roztacza się rozległy widok na pozbawioną wzniesień okolicę. Na szczycie znajduje się wysoki na 2,7 m, odsłonięty w 1980 roku, pomnik pisarza. Kopiec jest wpisany do gminnej ewidencji zabytków.

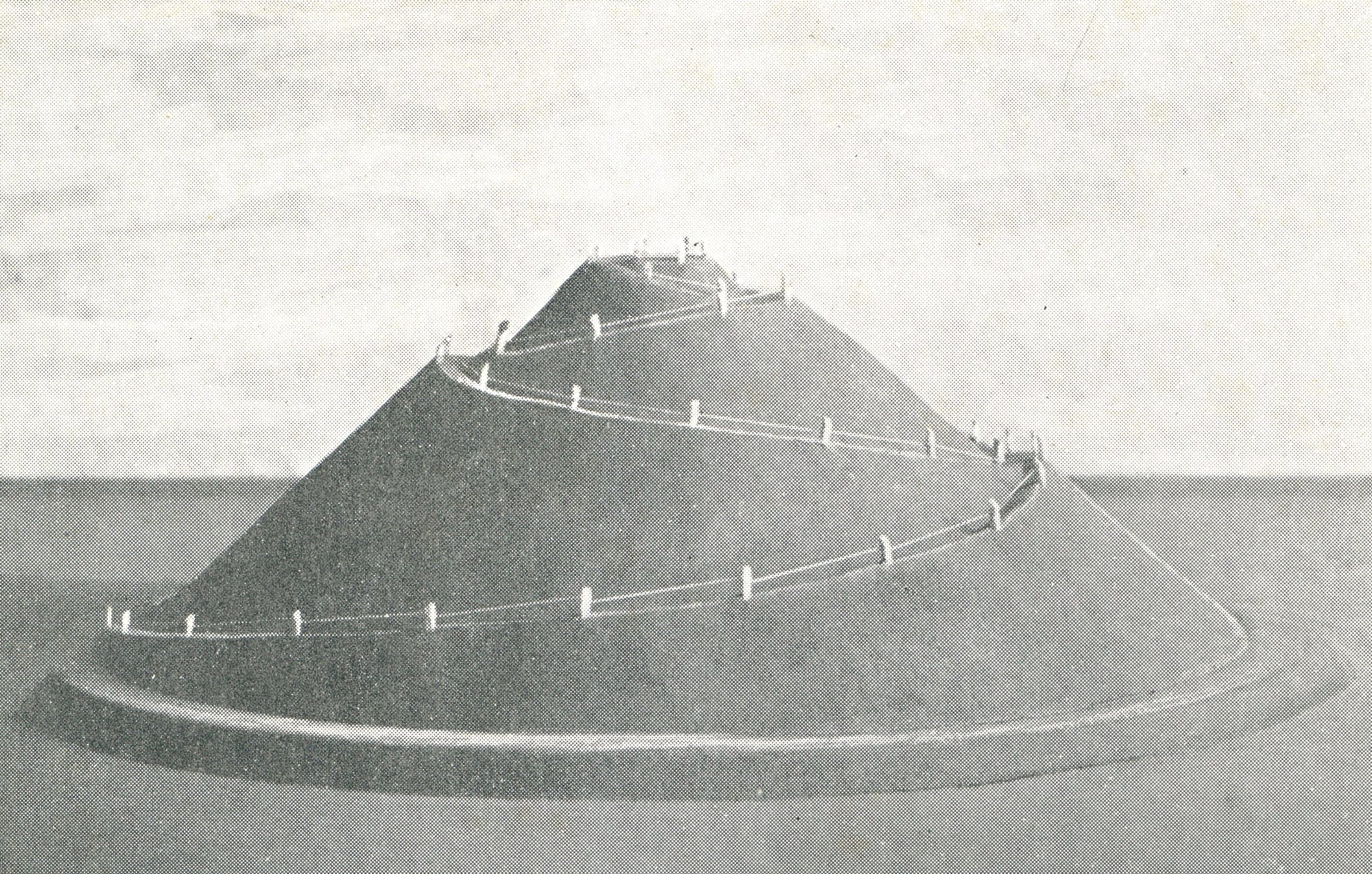
Projekt kopca
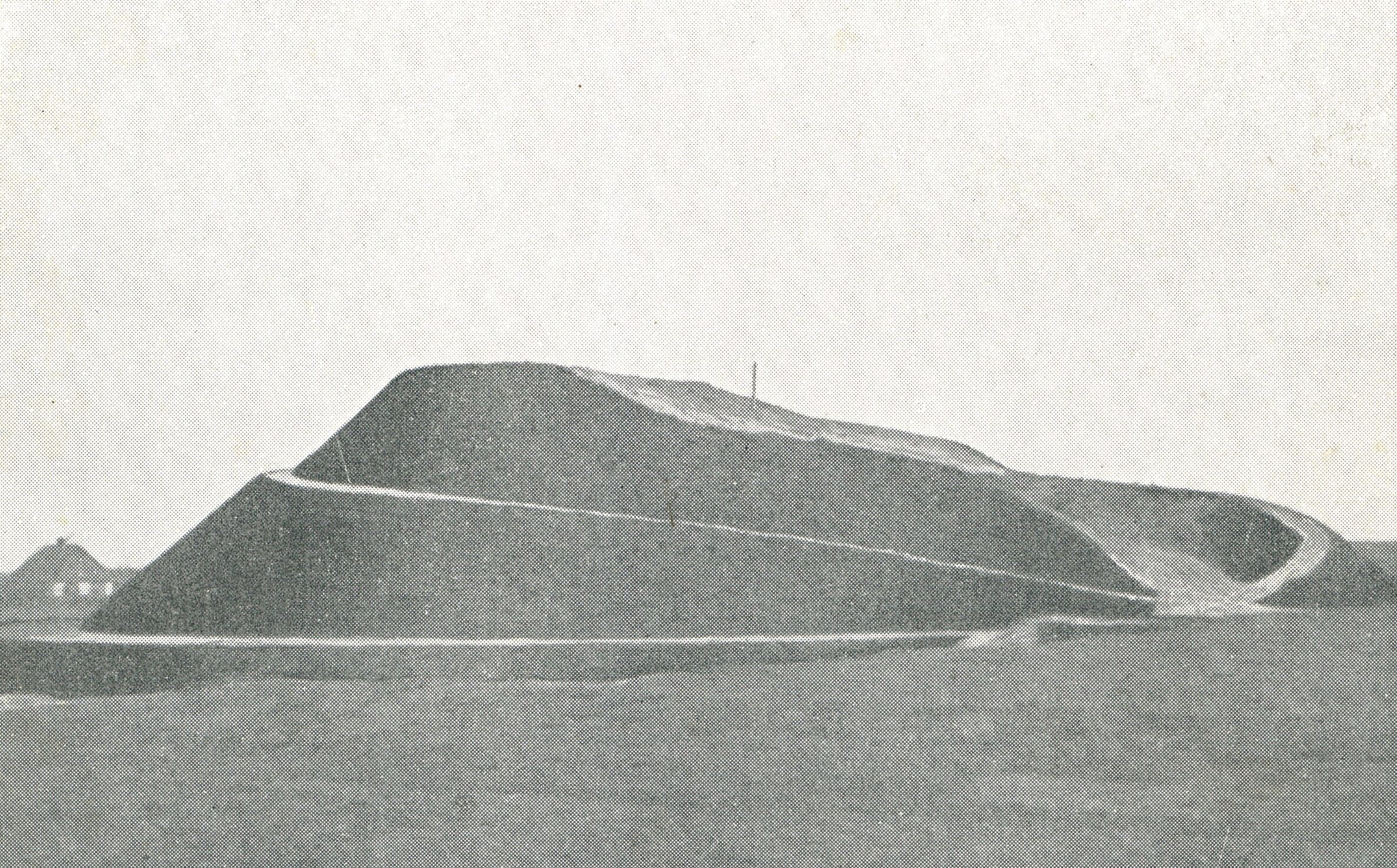
Stan budowy, 15 listopada 1936
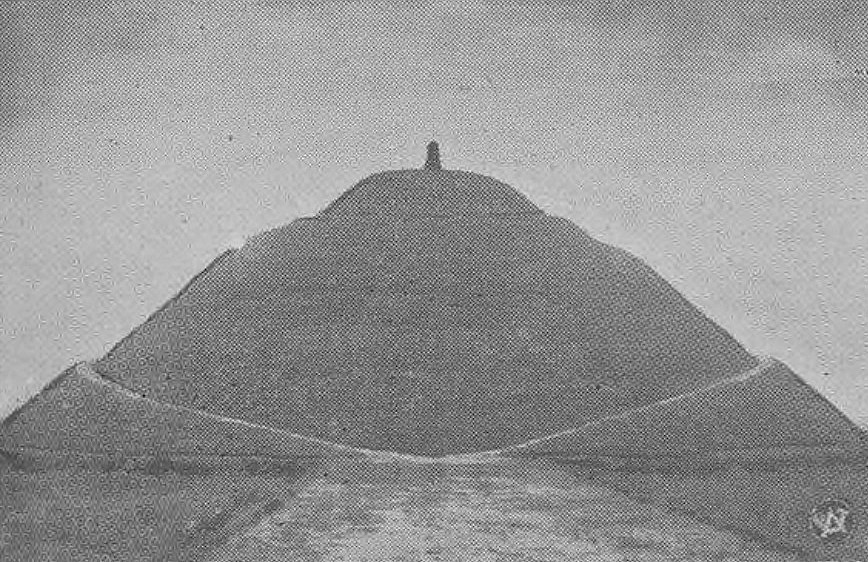
Kopiec w 1938
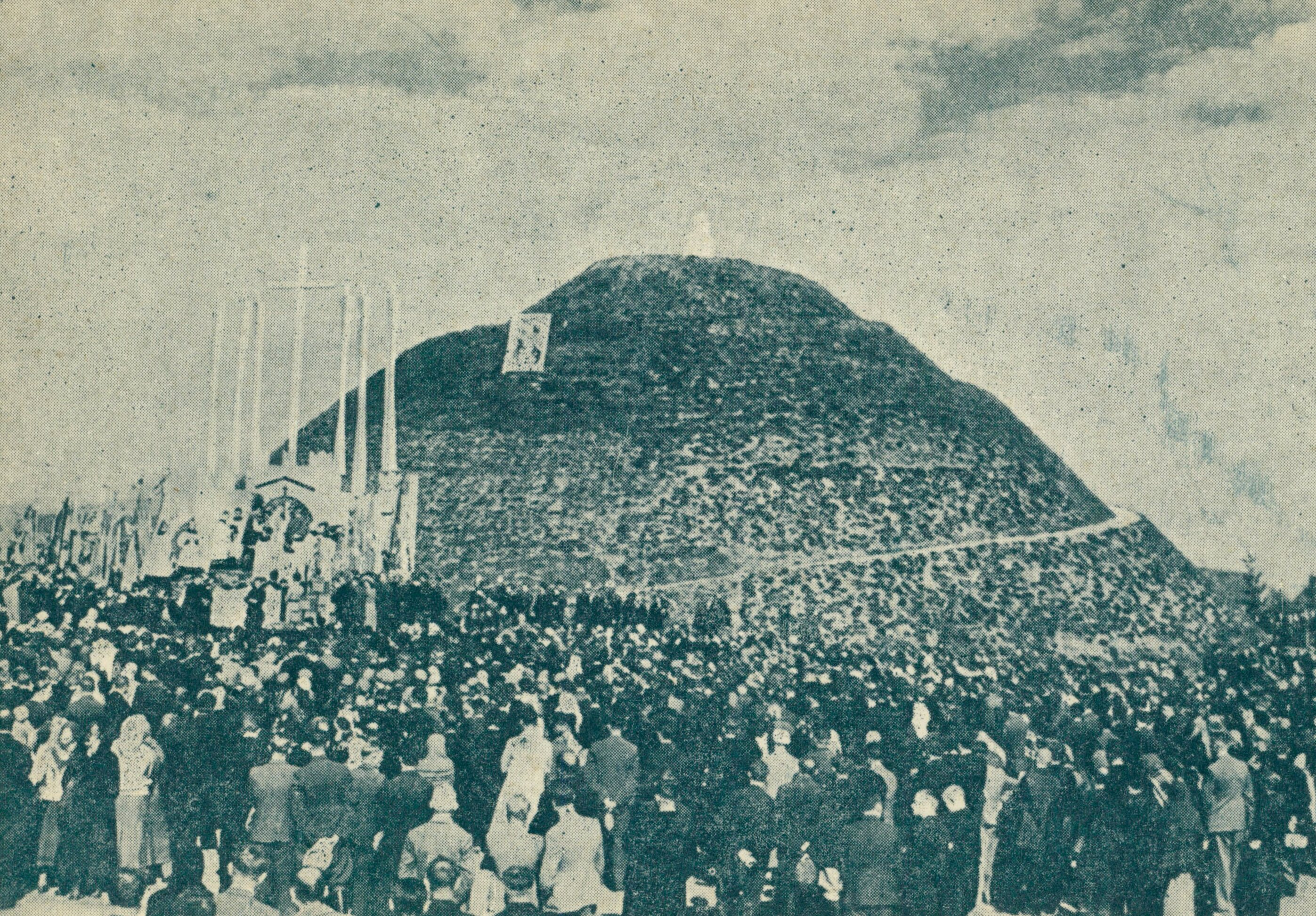
Uroczystość oddania kopca, 1938

Pod koniec 2021 roku miała miejsce rewitalizacja kopca, polegająca m.in. na wytyczeniu nowych alejek. Przy tym ogołocono kopiec i jego otoczenie z zieleni – 62 drzew i krzewów karagany syberyjskiej, co wywołało kontrowersje.
W sąsiedniej Woli Okrzejskiej w 1966 roku powstało muzeum Henryka Sienkiewicza.

## Galeria zdjęć

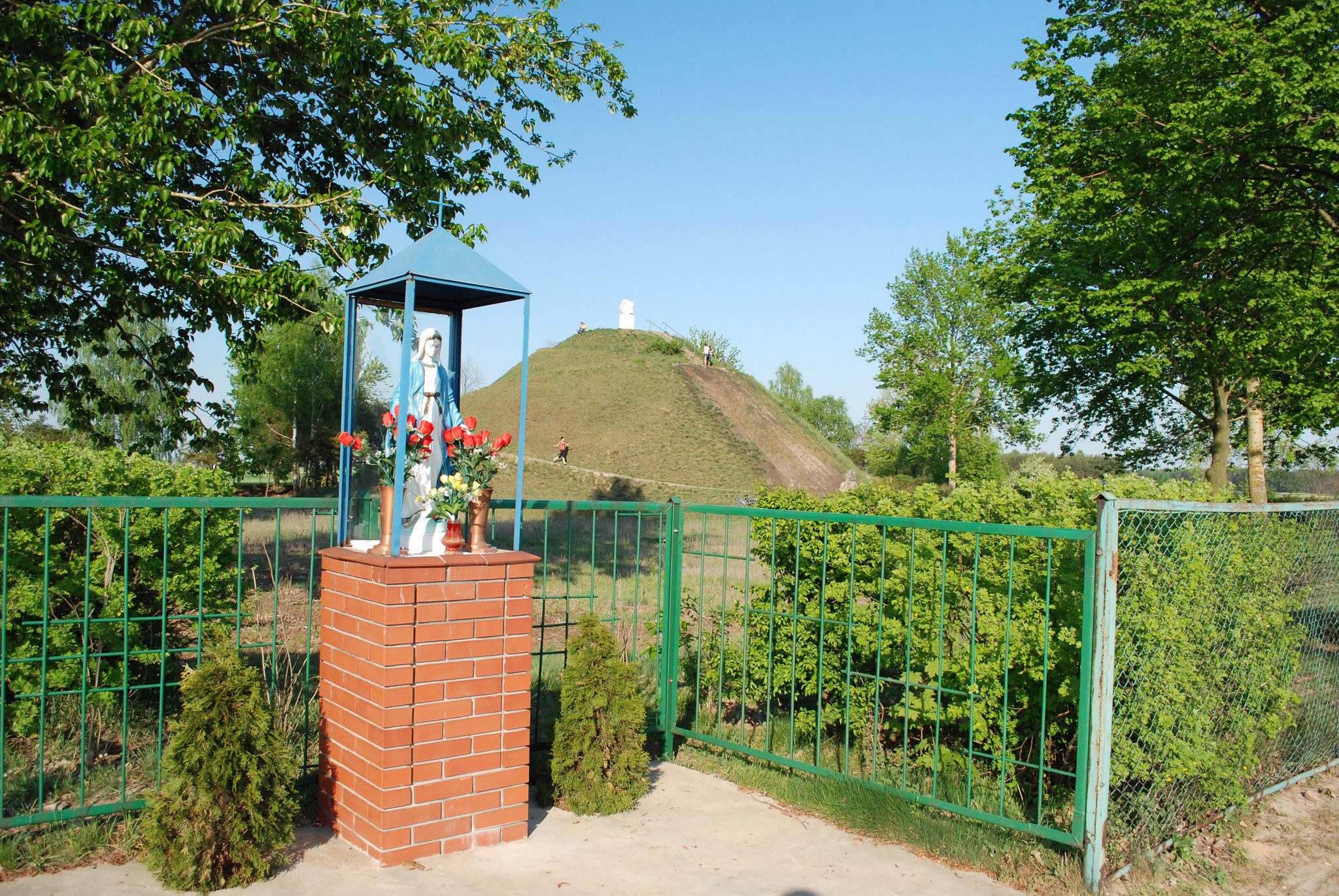
Kapliczka przydrożna na tle kopca Sienkiewicza
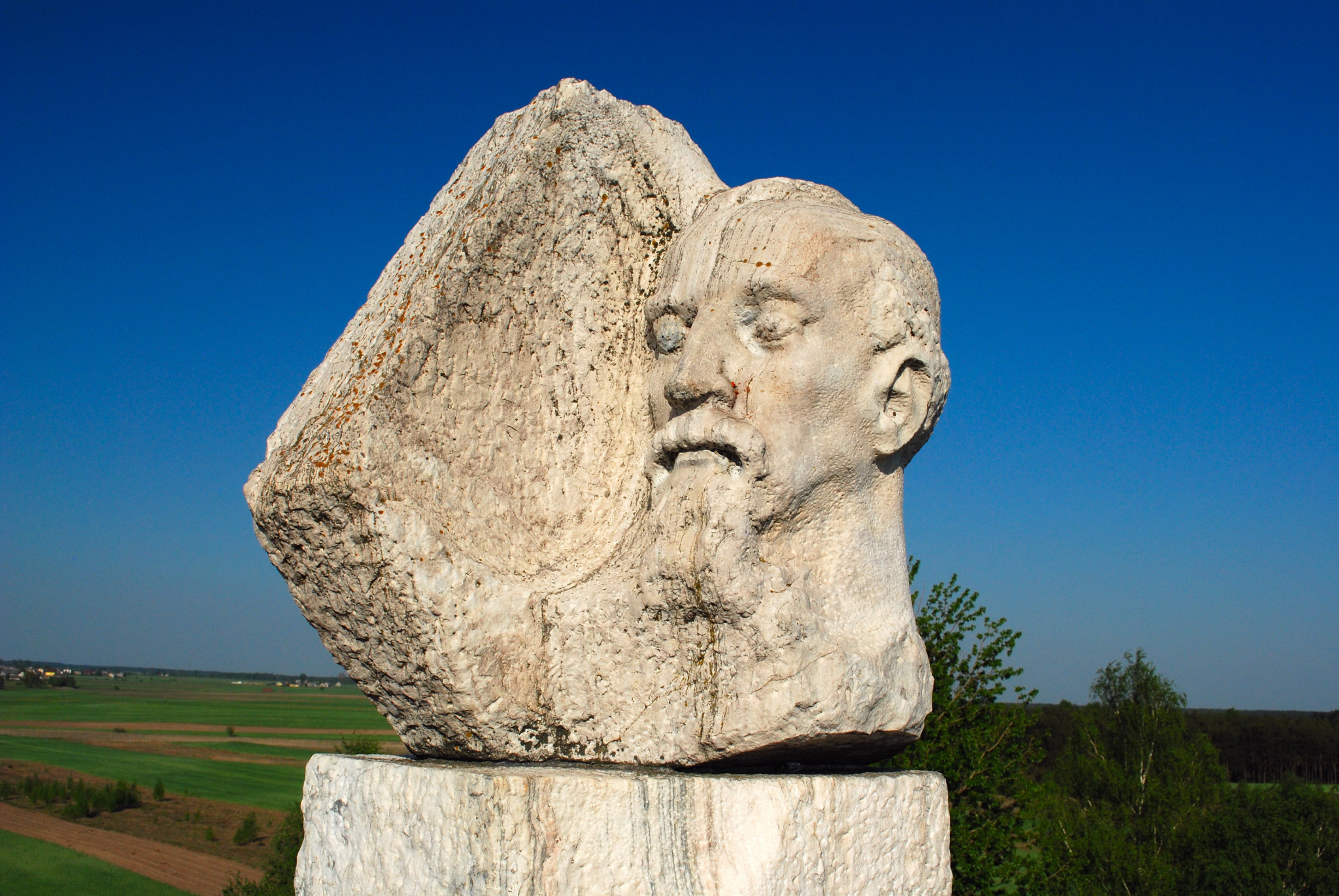
Pomnik Henryka Sienkiewicza na szczycie kopca
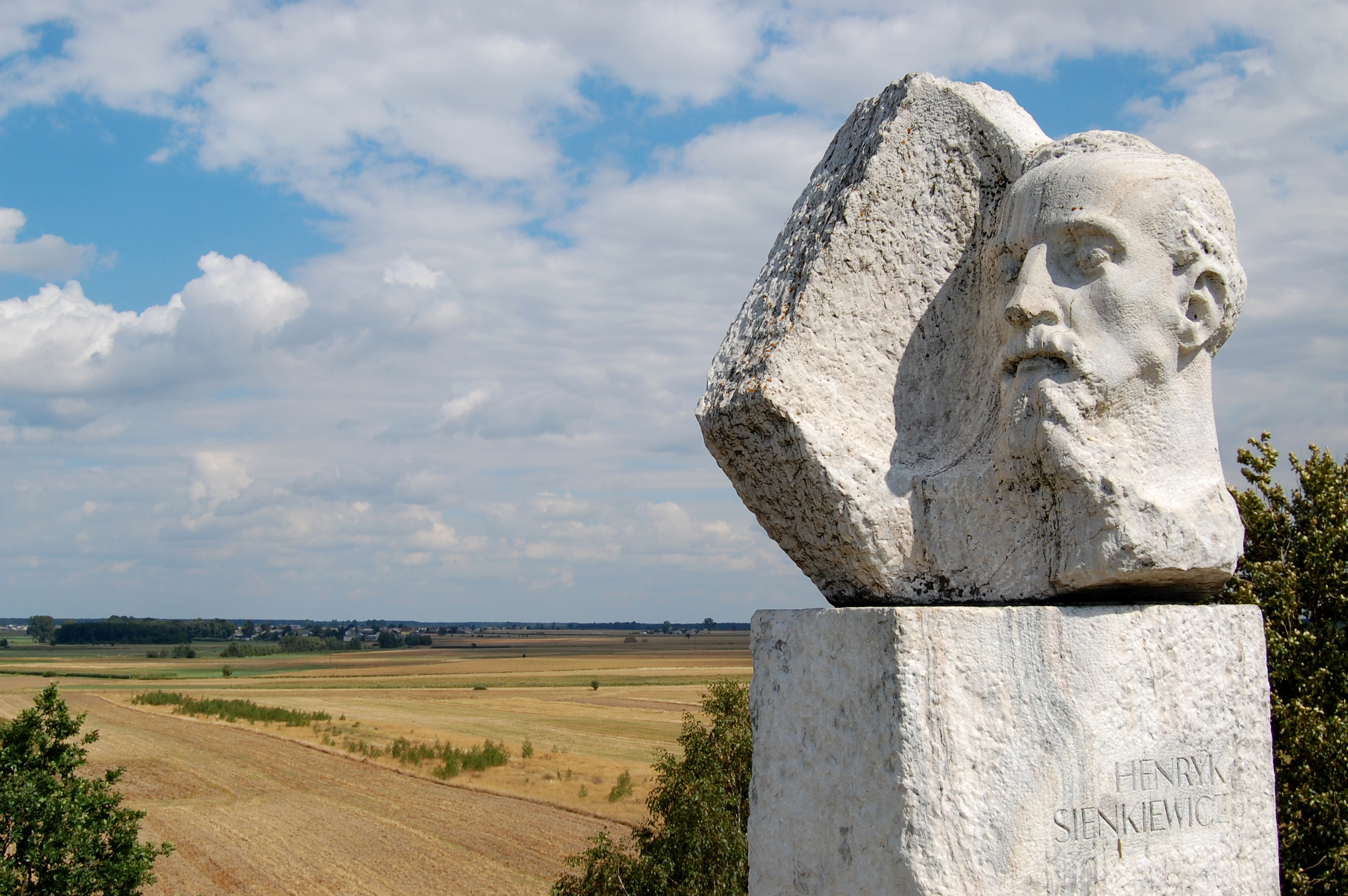
Pomnik z widokiem na Wolę Okrzejską
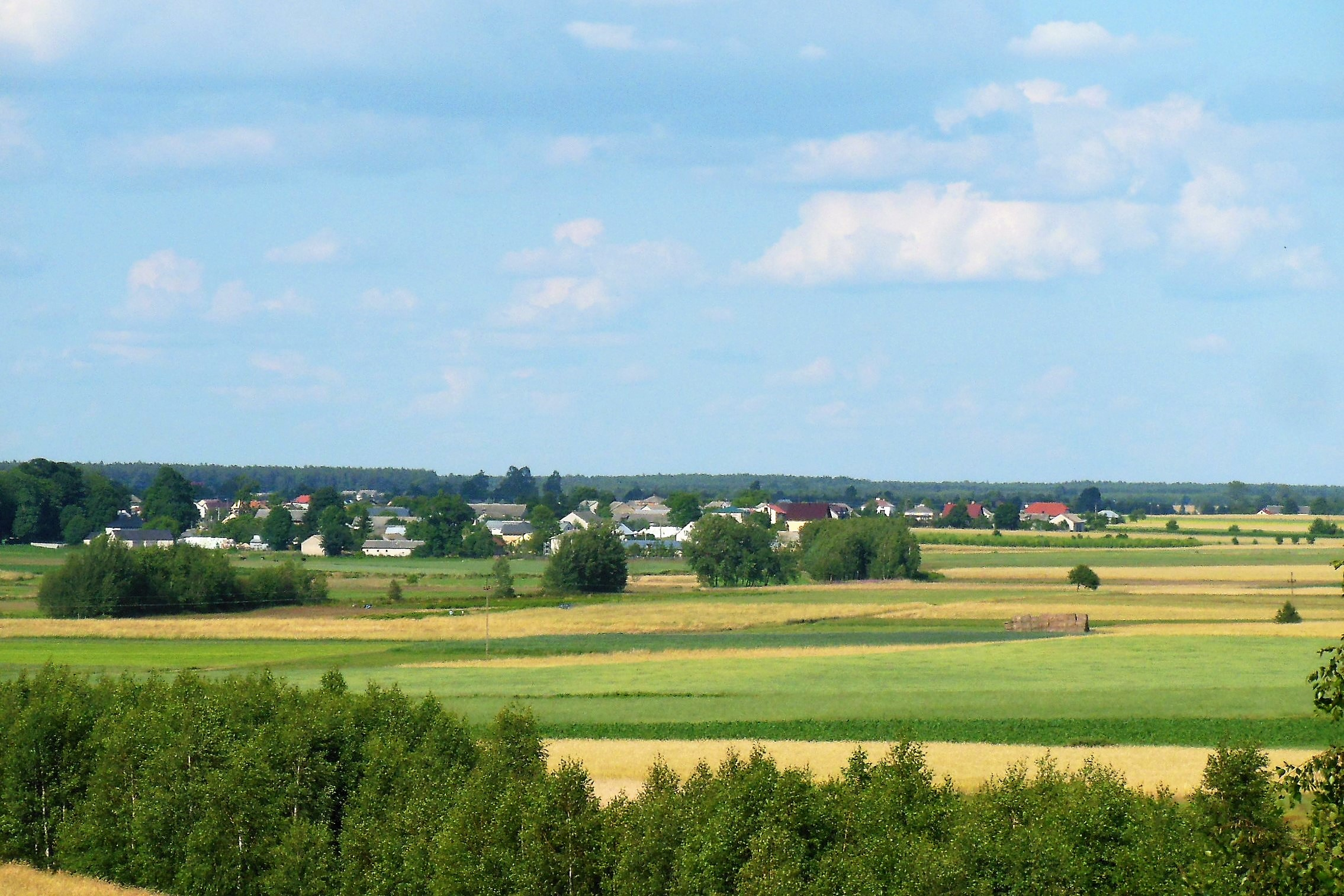
Wola Okrzejska widziana ze szczytu kopca
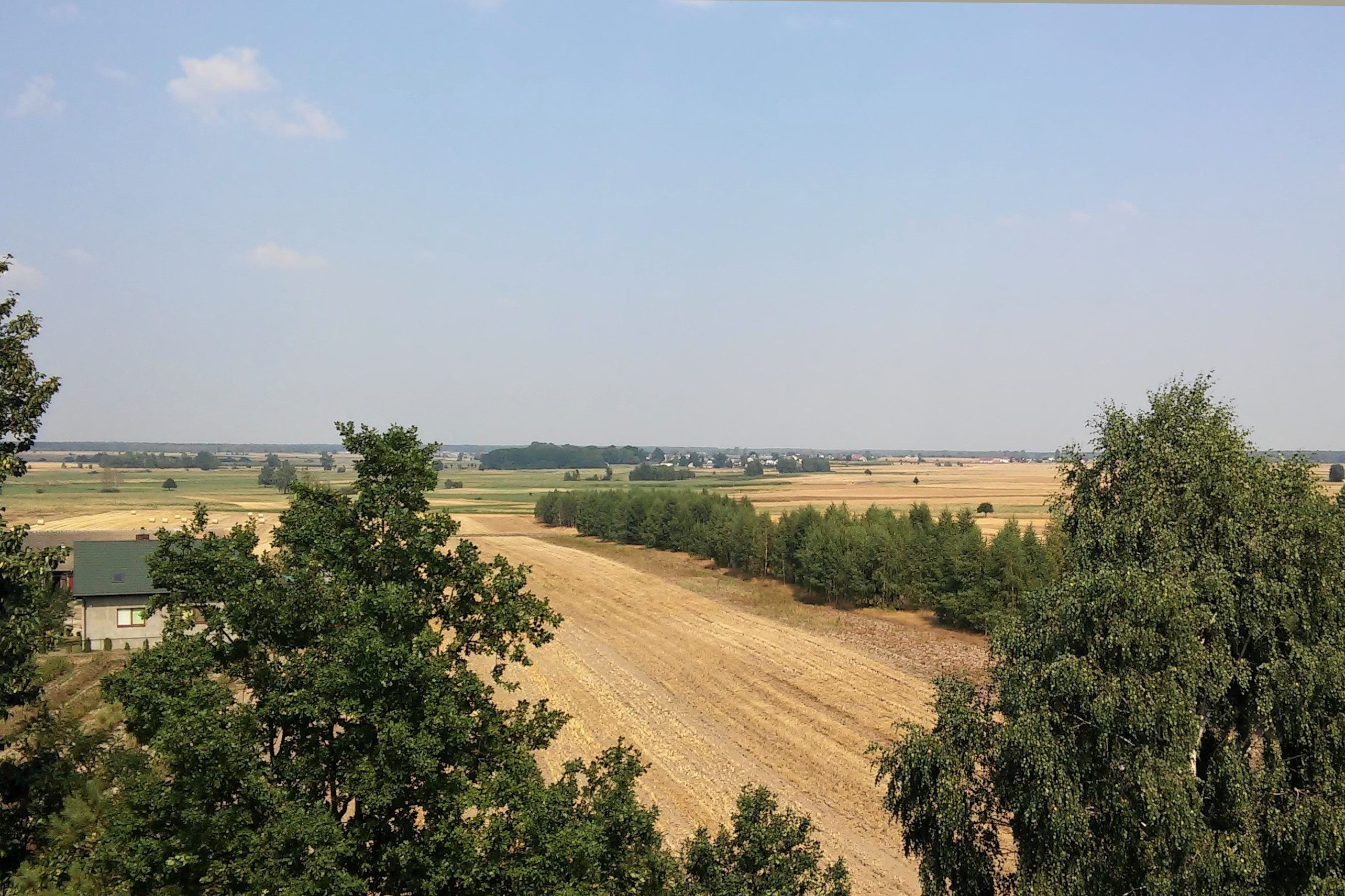
Widok ze szczytu kopca (2015)
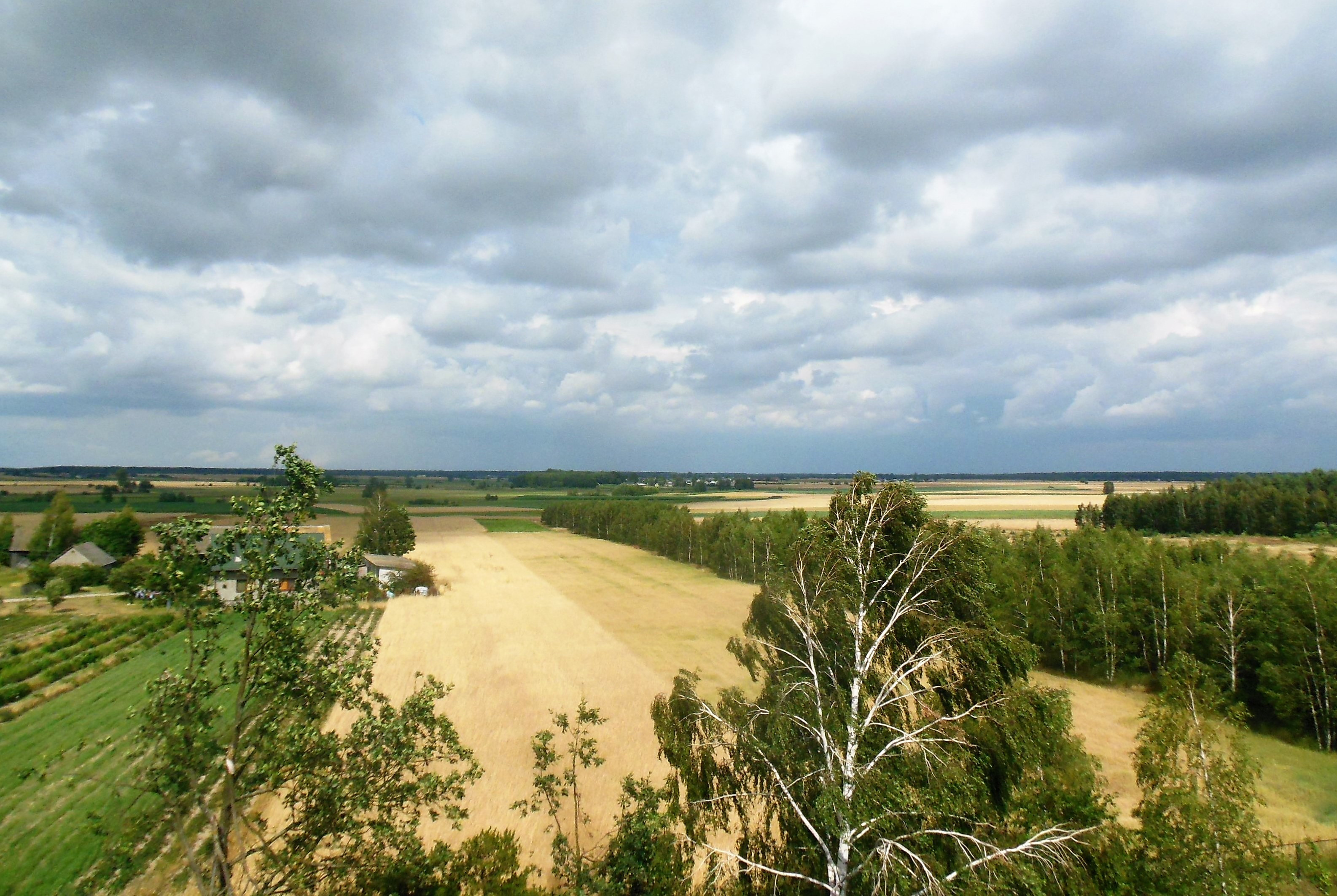
Widok ze szczytu kopca (2016)
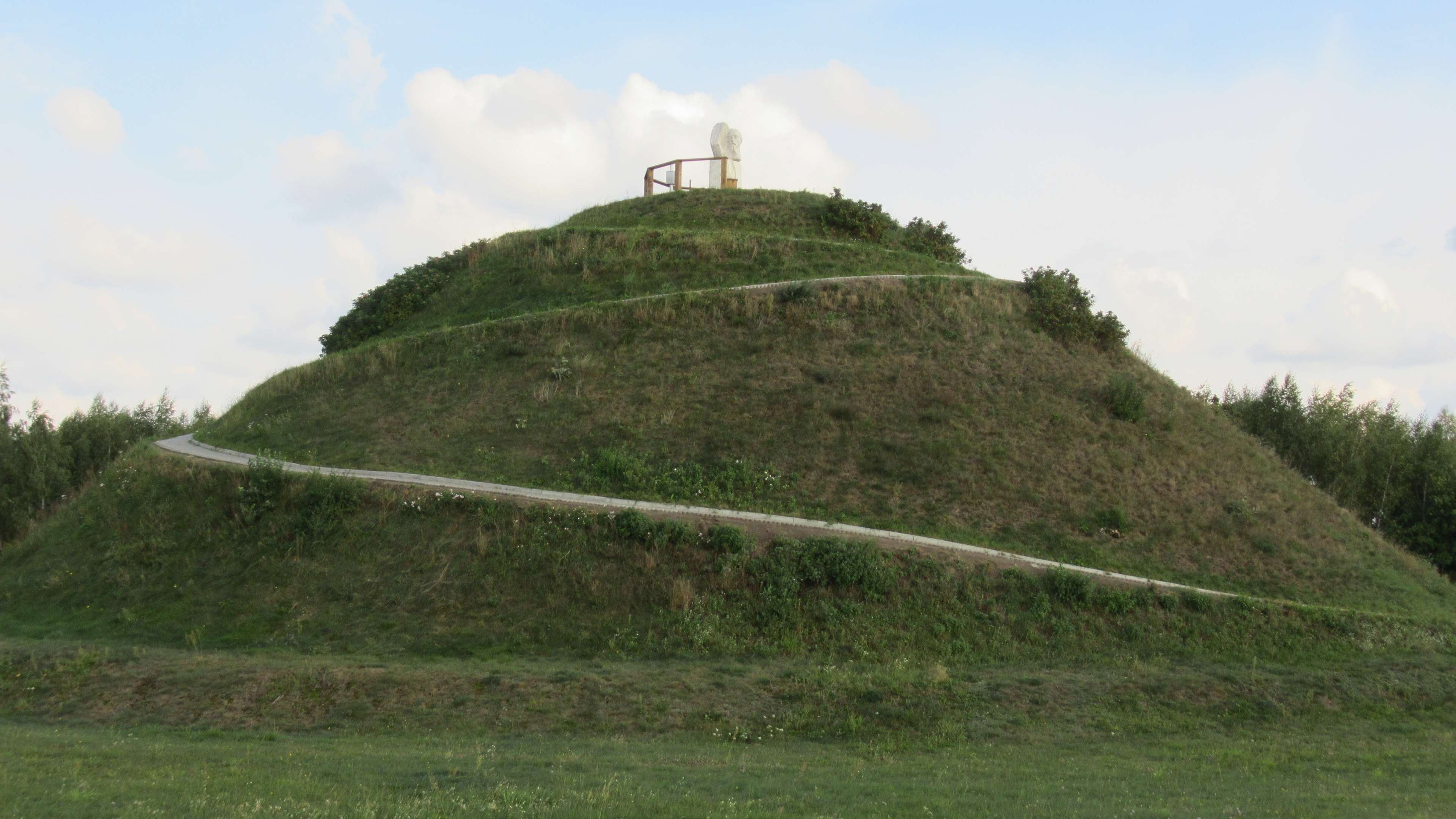
Kopiec z boku (2023)